# Moje 3
«Moje 3» — сербская поп-группа, собранная специально для Евровидения 2013. Группа состоит из трёх участниц: Мирны Радулович, Невены Божович и Сары Йованович.

## Евровидение 2013
3 марта 2013 года группа была выбрана представить Сербию на конкурсе песни «Евровидение 2013», с песней «Љубав је свуда» (с серб. — «Любовь повсюду»). Moje 3 выступила на конкурсе в полуфинале 14 мая 2013 года, но не смогла пройти квалификацию в финал. Группа получила «премию Барбары Декс» за худшие костюмы на конкурсе (стоит отметить, что первый вариант предусматривал платья белого, золотого и красного цветов).
Невена Божович вернулась на конкурс в 2019 году с композицией «Kruna» (с серб. — «Корона»).

## Синглы
- 2013 — «Ljubav je svuda»